# Гармаш, Артём Владимирович
Артём Влади́мирович Га́рмаш (29 марта 1982 — 15 сентября 2012) — снайпер отряда мобильного особого назначения Министерства внутренних дел по Республике Адыгея, прапорщик полиции. Герой Российской Федерации (2013, посмертно).

## Биография
Артём Гармаш родился 29 марта 1982 года в городе Сочи Краснодарского края. По национальности — русский.
Жил и учился в 10-й школе г.Майкопа Адыгеи.
С 2003 года Гармаш служил в органах внутренних дел в должности милиционера-бойца отряда милиции особого назначения при Министерстве внутренних дел по Республике Адыгея. За годы службы в ОМОНе он зарекомендовал себя как честный, добросовестный и преданный своему делу сотрудник.
С 17 июля 2012 года Артём Гармаш находился в очередной служебной командировке в Республике Дагестан. В августе он участвовал в нескольких боестолкновениях с бандитами, в ходе которых проявил не только профессионализм, отличную боевую выучку, умение ориентироваться в сложной обстановке, но и мужество, готовность к самопожертвованию и героизм. Умелые и грамотные действия прапорщика Гармаша позволили избежать потерь среди личного состава. В своём последнем бою он ценой собственной жизни защитил боевых товарищей от бандитских пуль.
15 сентября 2012 года группа, в которую входил Артём Владимирович, выдвинулась в населённый пункт Хутрах (Цунтинский район Республики Дагестан). Там, в ходе проведения спецоперации прапорщик Гармаш проявил мужество и отвагу. Благодаря его умелым действиям была уничтожена группа опасных преступников, однако он сам получил тяжёлые ранения и вскоре скончался.
Похоронен с воинскими почестями на военном участке № 61 нового городского кладбища в Майкоп.
14 июня 2013 года Указом Президента Российской Федерации № 498 за мужество и героизм, проявленные при исполнении служебного долга, прапорщику полиции Артёму Владимировичу Гармашу посмертно было присвоено звание Героя Российской Федерации.

## Семья
У Артёма Гармаша остались жена и дочка 2007 года рождения.

## Награды
- Герой Российской Федерации (14 июня 2013 года, посмертно)[1]
- памятная медаль «За службу на Кавказе»
- медаль «Маршала Советского Союза Жукова»
- медаль «Участник боевых действий»
- медаль «За воинскую доблесть»
- нагрудным знаком «Отличник милиции»,
- другими ведомственными наградами МВД России

## Память
- Установлен надгробный памятник на воинском участке Майкопского городского кладбища.
- Имя Артёма Гармаша занесено на Памятную доску МВД по Адыгее.
- На фасаде здания школа №10 г.Майкопа (ул.Курганная 644), где учился Гармаш А.  размещена мемориальная доска.